# Jörundur Þorsteinsson
Jörundur Þorsteinsson (m. 1313), fue el noveno obispo de Hólar entre 1267 y 1313, el primero bajo la corona de Noruega tras la disolución de la Mancomunidad Islandesa. Jörundur era hijo de Þorsteinn Einarsson (n. 1195) y Guðlaug Grímsdóttir (n. 1197). Se educó con el obispo Brandur Jónsson, cuando era abad del Monasterio de Þykkvabær, y guardó siempre mucho aprecio por su mentor.
Jörundur fue ordenado obispo en 1267 y ostentó el cargo durante 46 años. Fue un buen administrador económico y considerado un hombre sabio. Bajo su mandato se reconstruyó la sede de Hólar poco después de 1280. Fundó el convento de Reynistað (1295) y el monasterio de Möðruvellir (1296). Fue partidario del gobierno de la vieja Iglesia y no siguió a Árni Þorláksson cuando lideró su nuevo orden (Kristniréttur) en 1275 que enfrentaba el poder de los grandes terratenientes locales (goðar) al cada vez más influyente poder eclesiástico.
Jörundur murió el 1 de febrero de 1313 a edad muy avanzada.